# Ярмухаметово
Ярмухаметово (баш. Йәрмөхәмәт) — деревня в Баймакском районе Башкортостана Российской Федерации. Входит в состав Яратовского сельсовета.

## История
До 1980 года входила в состав 1-го Иткуловского сельсовета.

## Население
| 2002 | 2009 | 2010 |
| ---- | ---- | ---- |
| 205  | ↗223 | ↘182 |

Национальный состав
Согласно переписи 2002 года, преобладающая национальность — башкиры (99 %)

## Религия
В деревне есть мечеть.